# Омапере (озеро)
Ома́пере (англ. Lake Omapere, маори Ōmāpere, маори Te Roto o Mapere) — подпрудное озеро вулканического происхождения на полуострове Окленд в северо-восточной части Северного острова Новой Зеландии. Является крупнейшим озером региона Нортленд, располагаясь в его центральной части на высоте 237 м над уровнем моря, между населёнными пунктами Окаихау и Каикохе. На уровне территориальных управлений относится к округу Фар-Норт. Находится в пределах территории иви нга пухи.

## Название
Название состоит из слова māpere — маорийского названия Gahnia setifolia из семейства осоковых (который в изобилии произрастает по заболоченным местам побережья озера), и маорийского слова ō — обозначающего местонахождение; таким образом, название можно истолковать как «место [произрастания] Gahnia setifolia» (маори Ōmāpere), или как «озеро в месте [произрастания] Gahnia setifolia» (маори Te Roto o Mapere).

## Гидрология
Площадь водосбора — 17 км². Площадь зеркала — 11,62 км². Длина — 4,7 км, ширина — 3,5 км. Наибольшая глубина — 2,6 м. Отличительной особенностью озера является ровное дно без сколь-нибудь существенных перепадов глубин, которые колеблются в диапазоне от 7 до 9 футов. В озеро впадает около десятка небольших водотоков, и с западной стороны вытекает река Утакура (35°21′30″ ю. ш. 173°46′24″ в. д.). У юго-западного берега находятся термальные содовые источники. Наиболее обширно заболоченные участки находятся на востоке и западе северного берега.

## Происхождение
Озеро Омапере возникло примерно 80 тысяч лет назад, в результате запруживания долины вулканического происхождения застывшей лавой. Также существует легенда местных маори, повествующая о возникновении озера Омапере, в которой просматривается вулканическая природа происхождения озера. На дне озерной котловины до сих пор сохранились остатки пней, свидетельствующие о том, что когда-то в этом месте была суша. 55 тысяч лет назад озеро Омапере представляло собой болото. Последнее серьёзное преобразование озера произошло в XIV—XV веках, когда обезлесение окружающей местности привело к его заиливанию.

## Население и инфраструктура
Наиболее крупными населёнными пунктами расположенными поблизости от озера являются: Окаихау (в километре севернее), Каикохе (в 4 км южнее) и Охаэаваи (в 5 км восточнее).
Согласно результатам переписи населения 2013 года, на территории непосредственно прилегающих к озеру Омапере статистических географических единиц проживало 390 человек.
Севернее озера проходит государственное шоссе, с которым к востоку от озера стыкуется северо-западная оконечность государственного шоссе, огибающее Омапере на востоке и юго-востоке. На северо-западе, западе и юге у озера проходит автодорога Лейк-Роуд (англ. Lake Road), начинающаяся в Окаихау и оканчивающаяся юго-восточнее Омапере в месте стыка с государственным шоссе .
В начале 1920-х годов у западного берега озера была проложена, ныне не используемая, ветка Окаихау Северной Оклендской железнодорожной линии.

## Экология и значение
Озеро имеет высокую экологическую ценность, представляет научный и образовательный интерес. Является местом обитания множества видов находящихся под угрозой исчезновения на территории Нортленда: лат. Ophioglossum petiolatum, Centipeda minima subsp. minima и другие. Экологическая обстановка в озере постепенно ухудшается, что уже привело к возможному вымиранию как минимум одного (лат. Isoetes kirkii) из обитающих в озере видов. Были предприняты действия по улучшению ситуации, но из-за большого антропогенного давления они имели лишь временный, а иногда и вовсе неоднозначный эффект.